# Höhlenperle

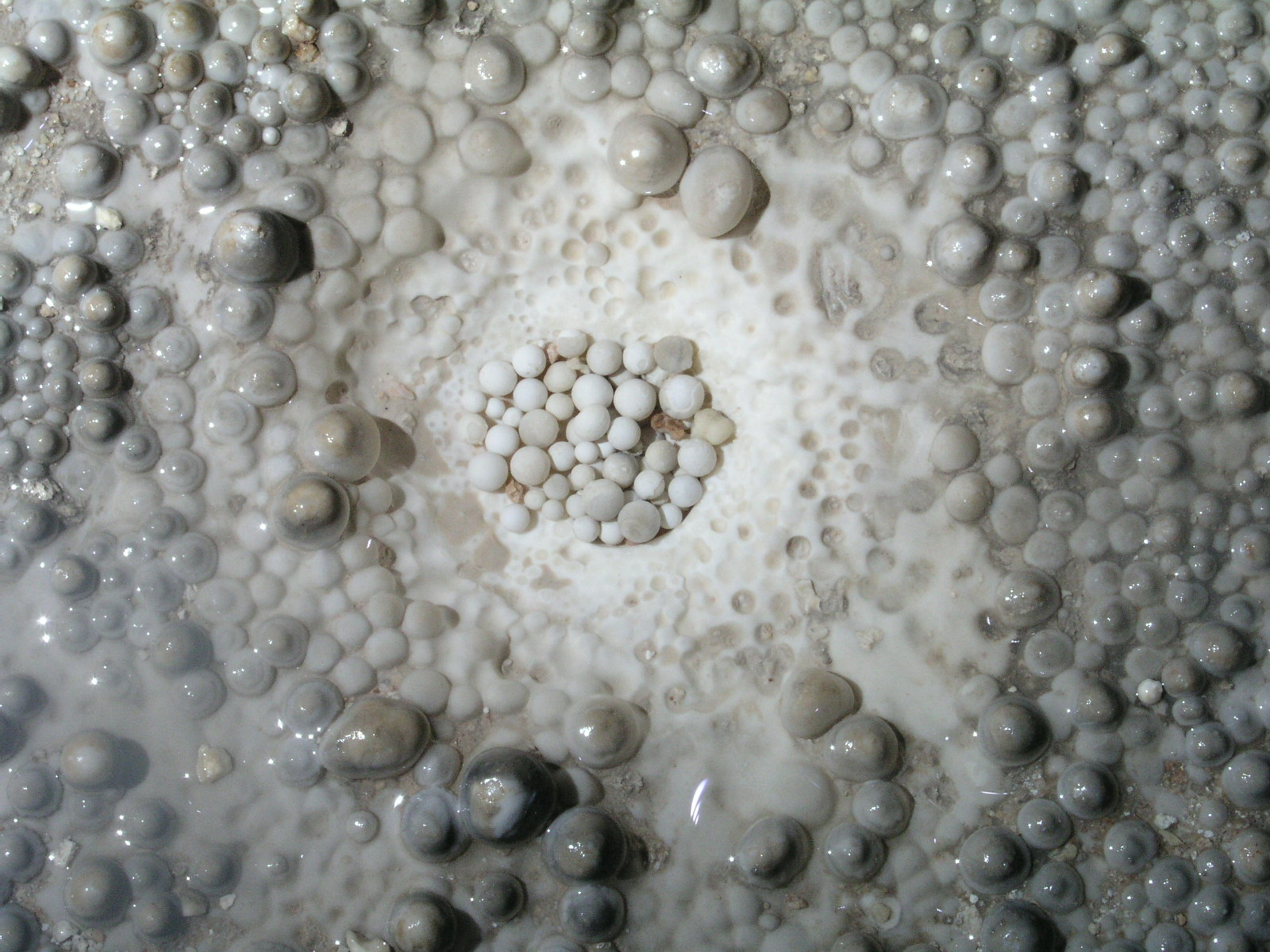
Höhlenperlen im Carlsbad-Caverns-Nationalpark

Eine Höhlenperle, auch Sinterperle, ist ein kleines, normalerweise kugelförmiges Speläothem, das in Höhlen und Bergwerken vorkommt. Die Höhlenperlen sind strukturell Ooide, teilweise mit onkoidem
Kern.

## Entstehung
Zunächst werden durch Tropfen auf einem weichen Boden flache Vertiefungen ausgehöhlt, die durch Kalkablagerungen versintern. In diesen Wasserbecken entstehen Höhlenperlen, wenn sich Kalk um einen Kondensationskern aus Sedimentpartikeln oder Gesteinsbruchstücken ablagert. Durch ständige Bewegung des Wassers, z. B. durch Tropfwasser, wird dieses Korn stetig gedreht. Dabei werden langsam Schichten von Kalksinter (oft auch Aragonit) angelagert.
Wird die Höhlenperle zu schwer, so dass sie sich nicht mehr bewegt, kann sie auch festwachsen. Aus solchen Ansammlungen von Höhlenperlen besteht der Erbsenstein.